# Two
„Two“ е индийски късометражен филм от 1965 година на режисьора Сатяджит Рей по негов собствен сценарий.
Филмът описва срещата между богато дете в дома си и бедно дете на улицата, като не използва диалог. Главните роли се изпълняват от Рави Киран и неспоменато улично момче.